# Lý Tùng Vinh
Lý Tùng Vinh (李從榮, ?- 9 tháng 12, 933) là con của Hậu Đường Minh Tông, hoàng đế thứ hai của Hậu Đường thời Ngũ Đại Thập Quốc. Trong thời gian Hậu Đường Minh Tông trị vì, do là hoàng tử lớn tuổi nhất còn sống nên ông thường được cho là sẽ kế vị hoàng vị. Tuy nhiên, khi Hậu Đường Minh Tông bị bệnh nặng, Lý Tùng Vinh lo sợ bá quan có thể cản trở việc kế vị của ông, do vậy cố gắng dùng vũ lực đoạt quyền, song thất bại và bị giết.

## Thân thế
Không rõ về năm sinh của Lý Tùng Vinh, song em cùng mẹ của ông là Lý Tùng Hậu sinh vào tháng 11 năm Giáp Tuất, tức tháng 12 năm 914. Mẹ của ông là phu nhân họ Hạ, bà mất vào đầu niên hiệu Đồng Quang (923-926), sau khi Lý Tự Nguyên làm hoàng đế thì được truy phong là Tấn quốc phu nhân. Lý Tùng Vinh là con trai thứ hai của Lý Tự Nguyên, và Lý Tùng Hậu là con trai thứ ba. Khi còn nhỏ, cả Lý Tùng Vinh và Lý Tùng Hậu thân hiệp với An Trọng Hối, thân tín của Lý Tự Nguyên. Sau khi Lý Tự Nguyên quay sang chống lại Hậu Đường Trang Tông Lý Tồn Úc, anh cả của Lý Tùng Vinh là Lý Tùng Cảnh (李從璟), nguyên danh Lý Tùng Thẩm (李從審) bị tướng của Trang Tông là Lý Thiệu Vinh giết.

## Đầu thời Minh Tông
Năm 926, Hậu Đường Trang Tông bị sát hại trong một cuộc binh biến tại kinh thành Lạc Dương, Lý Tự Nguyên sau đó đến Lạc Dương và tuyên bố là hoàng đế của Hậu Đường. Ngày Canh Tý (17) tháng 12 cùng năm (23 tháng 1 năm 927), Hậu Đường Trang Tông bổ nhiệm Lý Tùng Vinh là Thiên Hùng tiết độ sứ, Đồng bình chương sự. Ngày Quý Dậu tháng 1 năm Đinh Hợi (25 tháng 2 năm 927), Trang Tông bổ nhiệm Lý Tùng Hậu làm Đồng bình chương sự, đảm nhậm chức Hà Nam doãn, Phán lục quân chư vệ sự. Lý Tùng Vinh khi biết tin thì không vui. (Tuy nhiên, việc Minh Tông bổ nhiệm Lý Tùng Vinh nằm trong kế hoạch kiểm soát hiệu quả Thiên Hùng, do thủ phủ Nghiệp Đô  của Thiên Hùng trên thực tế tiếp tục nằm dưới quyền kiểm soát của một số nhóm phiến quân từng buộc Minh Tông phải nổi dậy chống Trang Tông, và trong đó Minh Tông mệnh Tuyên huy bắc viện sứ Phạm Diên Quang hộ tống Lý Tùng Vinh đến Nghiệp Đô, xử lý quân sự tại Nghiệp Đô. Phạm Diên Quang sau đó tấn công và kiểm soát Nghiệp Đô.)
Tháng 9 năm Đinh Hợi (927), Hậu Đường Minh Tông nói với Xu mật sứ An Trọng Hối rằng đã chọn một vài danh nho đến phụ đạo cho Lý Tùng Vinh nhằm tạo tác động tích cực đến ông, song một số tả hữu của Lý Tùng Vinh lại kiểu tuyên rằng hoàng đế sai nho sinh chứ đừng đến chỗ Lý Tùng Vinh, khiến họ sợ hãi mất chí khí. Minh Tông muốn xử chém các hầu cận này, song An Trọng Vinh xin chỉ nghiêm khắc khiển trách.
Tháng 4 năm Mậu Tý (928), Hậu Đường Minh Tông tiến hành một loạt luân chuyển các tiết độ sứ, Lý Tùng Vinh được chuyển đến Hà Đông làm tiết độ sứ và Bắc Đô lưu thủ tại thủ phủ Thái Nguyên. Theo ghi chép, Lý Tòng Vinh thời niên thiếu kiêu ngạo, không trực tiếp xử lý chính vụ, Hậu Đường Minh Tông phải khiển một cận thần cũ của mình, người được Lý Tùng Vinh tôn trọng, đi theo phụng sự cho Lý Tùng Vinh để khuyên can chỉ dẫn. Người này nói với Lý Tùng Vinh rằng Lý Tùng Hậu có danh tiếng tốt hơn và ông cần phải tự nâng cao danh tiếng. Lý Tùng Vinh không nghe theo, nói vấn đề với Bộ quân đô chỉ huy sứ Dương Tư Quyền (楊思權). Sau đó Dương Tư Quyền đe dọa người này, nói ông ta giúp Lý Tùng Hậu qua mặt Lý Tùng Vinh trong việc kế vị. Người này sợ hãi và cáo với Phó lưu thủ Phùng Vân, Phùng Vân mật tấu với Hậu Đường Minh Tông. Hậu Đường Minh Tông triệu Dương Tư Quyền đến kinh thành yết kiến, song nhờ trình bày của Lý Tùng Vinh nên không trừng phạt Tư Quyền. Tháng 1 năm Kỷ Sửu (929), Phùng Vân được triệu về kinh thành làm Tuyên huy sứ, ông cảnh báo các quan chấp chính tại Hà Đông rằng Lý Tùng Vinh là người cứng rắn và hành động nông nổi, cần tuyển người trọng đức giúp sức. Ngày Nhâm Tý (13) tháng 4 năm Kỷ Sửu (24 tháng 5 năm 929), Minh Tông Tông cho Lý Tùng Vinh làm Hà Nam doãn và Phán lục quân chư vệ sự, cho Lý Tùng Hậu làm Hà Đông tiết độ sứ và Bắc Đô lưu thủ, tức là hoán đổi chức vụ của hai người.

## Cuối thời Minh Tông
Tháng 8 năm Canh Dần (930), Lý Tự Nguyên lập Lý Tùng Vinh được lập làm Tần vương. (trong tháng lập Lý Tùng Hậu làm Tống vương.) Thời điểm này, Tào phu nhân được lập làm hoàng hậu, và sau khi Lý Tùng Vinh và Lý Tùng Hậu được phong vương, Hạ phu nhân được truy sách làm hoàng hậu.
Lý Tùng Vinh thích làm thơ, tập hợp được một nhóm thi sĩ do Cao Liễn (高輦) đứng đầu ở mạc phủ. Ông thường dành thời gian để cùng họ làm và xướng thơ, mỗi khi có tiệc, ông lại lệnh liêu thuộc ngâm thơ, ai không khiến ông vừa ý sẽ bị đuổi đi. Ngày Nhâm Tý (4) tháng 10 năm Nhâm Thìn (4 tháng 11 năm 932), khi Lý Tùng Vinh đến yết kiến, Minh Tông nói rằng Lý Tùng Vinh tuy không hiểu sách vở song lại thích nghe nho sinh giảng kinh nghĩa, mở mang nhân trí, rằng Trang Tông xưa giỏi thơ, dùng người làm thú vui, bảo Lý Tùng Vinh chứ đừng bắt chước theo.
Lúc này, An Trọng Hối đã bị hành quyết vì bị Minh Tông nghi ngờ mưu phản, và Lý Tùng Vinh trên thực tế trở thành nhân vật quyền lực nhất trong triều đình, ái phi Vương thục phi và Tuyên huy sứ Mạnh Hán Quỳnh tuyên truyền đế mệnh. Trong khi Phạm Diên Quang và Triệu Diên Thọ (phò mã của Minh Tông) giữ chức Xu mật sứ, Lý Tùng Vinh đều khinh thường hà hiếp. Lý Tùng Vinh thấy Lý Tùng Hậu có thanh danh thì ghen tị, song Lý Tùng Hậu khiêm nhường hạ mình với anh trai nên hiềm khích cũ giữa họ bên ngoài không thấy được. Thạch Kính Đường có vợ là Vĩnh Ninh công chúa, có mẹ đẻ là Tào hoàng hậu, công chúa và Lý Tùng Vinh ganh ghét lẫn nhau. Thạch Kính Đường không muốn cộng sự với Lý Tùng Vinh, thường muốn được bổ nhiệm ở ngoài kinh thành để tránh, và đến tháng 10 ÂL năm Nhâm Thìn (932) thì xin đi làm Hà Đông tiết độ sứ, Minh Tông chấp thuận.
Ngày Mậu Tý (11) tháng 1 năm Quý Tị (8 tháng 2 năm 933), Hậu Đường Minh Tông cho Lý Tùng Vinh giữ chức Thượng thư lệnh kiêm Thị trung. (Thượng thư lệnh là một tước hiệu hết sức vinh dự, suốt thời Đường chỉ có Đường Thái Tông từng đảm nhiệm.)
Tháng 4 ÂL, có người thỉnh Hậu Đường Minh Tông bổ nhiệm sư phụ cho các thân vương. Tuy nhiên, các tể tướng sợ Lý Tùng Vinh và không dám chọn người [cho ông], thỉnh Lý Tùng Vinh tự chọn. Tần vương phủ phán quan, Thái tử chiêm sự Vương Cư Mẫn (王居敏) tiến cử Binh bộ thị lang Lưu Toản (劉瓚) với Lý Tùng Vinh, Lý Tùng Vinh tâu thỉnh với Minh Tông. Ngày Quý Sửu (7) tháng 4 (4 tháng 5), Minh Tông bổ nhiệm Lưu Toản làm Bí thư giám, Tần vương phó, Lưu Toản cho rằng mình bị giáng chức, kêu khóc với Minh Tông song không được. Tuy nhiên, trong vương phủ toàn là thiếu niên mới tiến cung, Lý Tùng Vinh đối xử với Lưu Toản như liêu thuộc, khiến Lưu Toản thấy bị làm nhục. Sau đó, Lý Tùng Vinh không cho triệu Lưu Toản, thậm chí còn không cho Lưu Toản ăn.
Tháng 8 ÂL, Thái bộc thiếu khanh đã trí sĩ là Hà Trạch (何澤) muốn quay lại phục vụ triều đình, thấy Minh Tông lâm bệnh còn Lý Tùng Vinh có quyền thế phương thịnh, do đó dâng biểu cho Minh Tông xin lập Lý Tùng Vinh làm thái tử. Minh Tông xem biểu thì rớt nước mắt vì nghĩ người khác cho rằng mình đã già, song vẫn bàn vấn đề với tả hữu. Ngày Đinh Mão (23) tháng 8 (15 tháng 9), Lý Tùng Vinh gặp Minh Tông, nói rằng "nghe có gian nhân thỉnh lập Thần làm thái tử, thần ấu tiểu, nguyện học trị quân dân, không nguyện giữ danh đó", do ông cho rằng đây là kế của Phạm Diên Quang và Triệu Diên Thọ nhằm tước đoạt quyền bính quân sự của ông. Phạm Diên Quang và Triệu Diên Thọ thấy cả hai đều không hài lòng với đề xuất này, do vậy đề xuất với Minh Tông phong Lý Tùng Vinh là Thiên hạ binh mã đại nguyên soái, Minh Tông chấp thuận và bổ nhiệm vào ngày Tân Mùi (27) tháng 8 (19 tháng 9). Sau khi được bổ nhiệm làm đại nguyên soái, Lý Tùng Vinh tập hợp hai đội quân Nghiêm Vệ và Phủng Thánh làm nha binh, mỗi khi nhập triều ông đem theo vài trăm người. Ông bắt văn sĩ thử thảo Hịch Hoài Nam thư, trình bày ý định chinh phục nước Ngô của ông. Ông cũng tiếp tục xung đột với Phạm Diên Quang và Triệu Diên Thọ, nói với thân thuộc rằng khi trở thành hoàng đế sẽ diệt cả nhà họ. Hai người này lo sợ và thường xin được bổ nhiệm ra ngoài kinh thành để tránh họa. Hậu Đường Minh Tông thấy mình đang bị bệnh mà hai người này lại xin đi, nên hết sức giận dữ và từ chối, song cuối cùng cũng chấp thuận; Chu Hoằng Chiêu và Phùng Vân trở thành Xu mật sứ thay thế.
Đến mùa đông năm 933, bệnh tình của Minh Tông nguy cấp, ngày Kỷ Sửu (17) tháng 11 (6 tháng 12), Lý Tùng Vinh vào thăm hỏi, Minh Tông không cử động. Khi Lý Tùng Vinh rời khỏi hoàng cung, nghe thấy trong cung đều khóc, ông nghĩ rằng Minh Tông đã mất, hôm sau xưng bệnh không nhập cung. Đêm đó, bệnh tình Minh Tông có chút chuyển biến song Lý Tùng Vinh không biết. Lý Tùng Vinh sợ không thể tự vị, cùng đảng của mình lập mưu đem binh chế ngự quyền thần. Ngày Tân Mão (19) tháng 11 (8 tháng 12), Lý Tùng Vinh sai Đô áp nha Mã Xử Quân báo với Chu Hoằng Chiêu và Phùng Vân rằng ông muốn đem quân vào cung thị tật, bảo cả hai ở nguyên tại chỗ, hai người nói rằng làm vậy sẽ phạm tội mưu phản, Lý Tùng Vinh tức giận phát binh. Ngày Nhâm Thìn (20) tháng 11 (9 tháng 12), Lý Tùng Vinh đem binh tiến đến cửa cung, song bị cấm binh đánh bật, quân của Lý Tùng Vinh cuối cùng tan tác, Lý Tùng Vinh chạy về phủ. Triệu mã quân đô chỉ huy sứ Chu Hồng Thực (朱洪實) sau đó tấn công vào phủ của Lý Tùng Vinh, Lý Tùng Vinh và Lưu phi trốn dưới giường, bị Hoàng thành sứ An Tùng Ích (安從益) giết cùng các con trai, dâng đầu cho Minh Tông. Sau đó, Hậu Đường Minh Tông truy phế Lý Tùng Vinh làm thứ nhân, triệu Lý Tùng Hậu về kinh để truyền hoàng vị, song mất trước khi Lý Tùng Hậu đến. Lý Tùng Hậu sau đó kế vị.